# رقصة الزمن
رقصة الزمن (بالإيطالية: La danza delle lancette) هو فيلم كوميدي رياضي إيطالي أُنتج عام 1936 من إخراج ماريو بافيكو وبطولة مارشيلو سبادا، وأوغو تشيزيري، ولويجي ألميتي. ويُعد من بين ثلاثة أفلام شاركت فيها الممثلة باربرا مونيس.
صُوِّر الفيلم في استوديوهات تشينيز في روما، وصمّم ديكوراته المخرج الفني جورجيو بينزاوتي.

## ملخص الفيلم
يشرع شاب من طبقة النبلاء في ممارسة سباقات السيارات رغم معارضة والده، وبعد تخطيه عددًا من العقبات، يحقق الفوز في جائزة طرابلس الكبرى في ليبيا الإيطالية، وفي أثناء ذلك يلتقي بفتاة أحلامه.